# El Durazno, Delstaten Mexiko
El Durazno är en ort i Mexiko.   Den ligger i kommunen Zacualpan och delstaten Mexiko, i den södra delen av landet, 100 km sydväst om huvudstaden Mexico City. El Durazno ligger 2 430 meter över havet och antalet invånare är 402.
Terrängen runt El Durazno är huvudsakligen kuperad, men västerut är den bergig. El Durazno ligger uppe på en höjd. Runt El Durazno är det ganska tätbefolkat, med 108 invånare per kvadratkilometer. Närmaste större samhälle är Ixtapan de la Sal, 19,5 km öster om El Durazno. I omgivningarna runt El Durazno växer huvudsakligen savannskog.